# (1528) Conrada
(1528) Conrada ist ein Asteroid des Hauptgürtels, der am 10. Februar 1940 vom deutschen Astronomen Karl Wilhelm Reinmuth in Heidelberg entdeckt wurde.
Benannt ist der Asteroid nach dem deutschen Konteradmiral des Zweiten Weltkriegs Fritz Conrad.